# Maurice Strakosch
Maurice Strakosch (Lviv, austria, 15 de gener de 1825 - París, 9 d'octubre de 1887) fou un pianista i compositor.
Estudià a Viena i fou professor d'Adelina Patti, que era germana política seva, Maurice es va casar amb la soprano Amelia Patti, i de Blanche Donadio. El 1845 es traslladà als Estats Units i aconseguí bons èxits com a concertista i professor. més tard fou empresari de teatres i va introduir les obres dels grans compositors arreu d'Amèrica. Entre les seves obres hi figura l'òpera Giovanna di Napoli i nombroses composicions per a piano.